# توسيع وتفريغ الرحم
توسيع وتفريغ الرحم (بالإنجليزية: Dilation and evacuation)‏ هو أحد طرق الإجهاض عن طريق توسيع عنق الرحم وتفريغ محتويات الرحم جراحيا. وهو طريقة تستخدم لإجهاض الحمل أو للعلاج بعد حالات إسقاط الجنين غير المتعمد للتأكد من إفراغ كل محتويات الرحم.
- تفريغ منتجات التلقيح المتبقية بالرحم
- عملية إنهاء الحمل جراحيا.

يستخدم مصطلح توسيع وتفريغ الرحم عادة في الثلث الثاني من فترة الحمل (من بداية الشهر الرابع إلى نهاية الشهر السادس). على أي حال، بعض المصادر تتوسع في استخدام مصطلح توسيع تفريغ الرحم ليشمل أي إجراء أو تدخل جراحي يحصل فيه توسيع وتفريغ للرحم بما فيها الشفط اليدوي أو الكهربائي في الثلث الأول من فترة الحمل (من بداية حصول التلقيح إلى نهاية الشهر الثالث). 

## أسباب استخدام توسيع وتفريغ الرحم
توسيع وتفريغ الرحم هو أحد السبل المتوفرة للإجهاض في الثلث الثاني من فترة الحمل. يتم هذا الإجراء لإزالة كل الأنسجة الموجودة بالرحم خلال الثلث الثاني للحمل.
توسيع وتفريغ الرحم موصى به للنساء الحوامل بأجنة مشوهة أو مصابة بأمراض خطيرة.

## وصف العملية
أول خطوة في عملية توسيع وتفريغ الرحم هي توسيع عنق الرحم. هذا عادة يبدأ قبل العملية بيوم واحد، عن طريق إدخال عدد من لصقات مادة اللامينارية إلى عنق الرحم. توسيع فتحة عنق الرحم يسهل إدخال الأدوات الجراحية كالمكشط والملقط إلى الرحم.
الخطوة الثانية هي إزالة الجنين. يتم استخدام تخدير موضعي أو تخدير عام. يتم إدخال أداة تسمىقنة أو كانيولا إلى داخل الرحم. القنة مرتبطة بأبوب وقنينة ومضخة شفط لإزالة الجنين من الرحم. كما يتم إدخال ملقط إلى الرحم عن طريق المهبل لإزالة الجزء المتبقي من أنسجة الجنين وهذه الأداة غالبا ما تستخدم إذا كان عمر الحمل يتجاوز الأسبوع السادس عشر. بعد ذلك، يتم استخدام أداة كحط لإزالة بطانة الرحم وإزالة ما تبقى من أنسجة. وأخيرا أداة الشفط تستخدم لضمان إزالة ما تبقى من أجزاء الجنين المتبقية بالرحم لأنه إذا بقي أجزاء من الجنين في رحم الأم قد يؤدي إلى عدوى جرثومية أو التهاب خطير لها. يتوجب فحص أجزاء الجنين للتأكد من عدم بقاء أي جزء منه في رحم الأم.

### الاختلافات
إجراء التوسيع والكحت للرحم يعتبر إجراء صعب بعد الأسبوع ال20 خلال فترة الحمل بسبب صلابة أنسجة الجنين.  إذا تم إزالة الجنين بشكل سليم، فإن الاجراء يطلق عليه «التوسيع والاستخراج السليم» من قبل الجمعية الطبية الأمريكية،   وكما يطلق عليه«التوسيع والتفريغ السليم» بواسطة الكونغرس الأمريكي لأطباء النساء والتوليد. عندما يتم يتم تفريغ الرحم بشكل تام للجنين الحي ومن ثم يتوفى بعد ذلك فإن ذلك يسمى ب إجهاض الولادة الجزئي.

## مسائل قانونية
أصبحت كنساس أول ولاية الأمريكية تمنع إجراء توسيع وتفريغ الرحم لغرض الإجهاض.